# Zhu Yuling
Dans ce nom chinois, le nom de famille, Zhu, précède le nom personnel Yuling.
Pour les articles homonymes, voir Zhu.
Zhu Yuling (朱雨伶 née le 10 janvier 1995) est une pongiste Macao.
Elle a remporté à deux reprises le championnat du monde junior. Son meilleur classement est no 1 mondial en décembre 2017.
Elle a été demi-finaliste aux Championnats du monde de tennis de table 2013, et a remporté le titre en double en 2015 associée à Liu Shiwen.
Elle a remporté l'Open du Koweit ITTF et l'Open de Suède ITTF en 2014, et l'Open de Chine ITTF en 2015, et a été finaliste de la coupe du monde en 2018, après l'avoir remporté par équipe.